# Futtermauer

Futtermauer am Fuß einer Böschung

Eine Futtermauer ist eine Stützwand, mit der steile Hänge verkleidet werden. Sie dient dem Schutz gegen Erdrutsch und Steinschlag. Anders als freistehende Mauern und Wände von Häusern stehen Futtermauern auf einer Seite in Kontakt mit dem Erdreich. Je nach Konstruktion können Futtermauern erhebliche seitliche Lasten aufnehmen.

## Bauformen

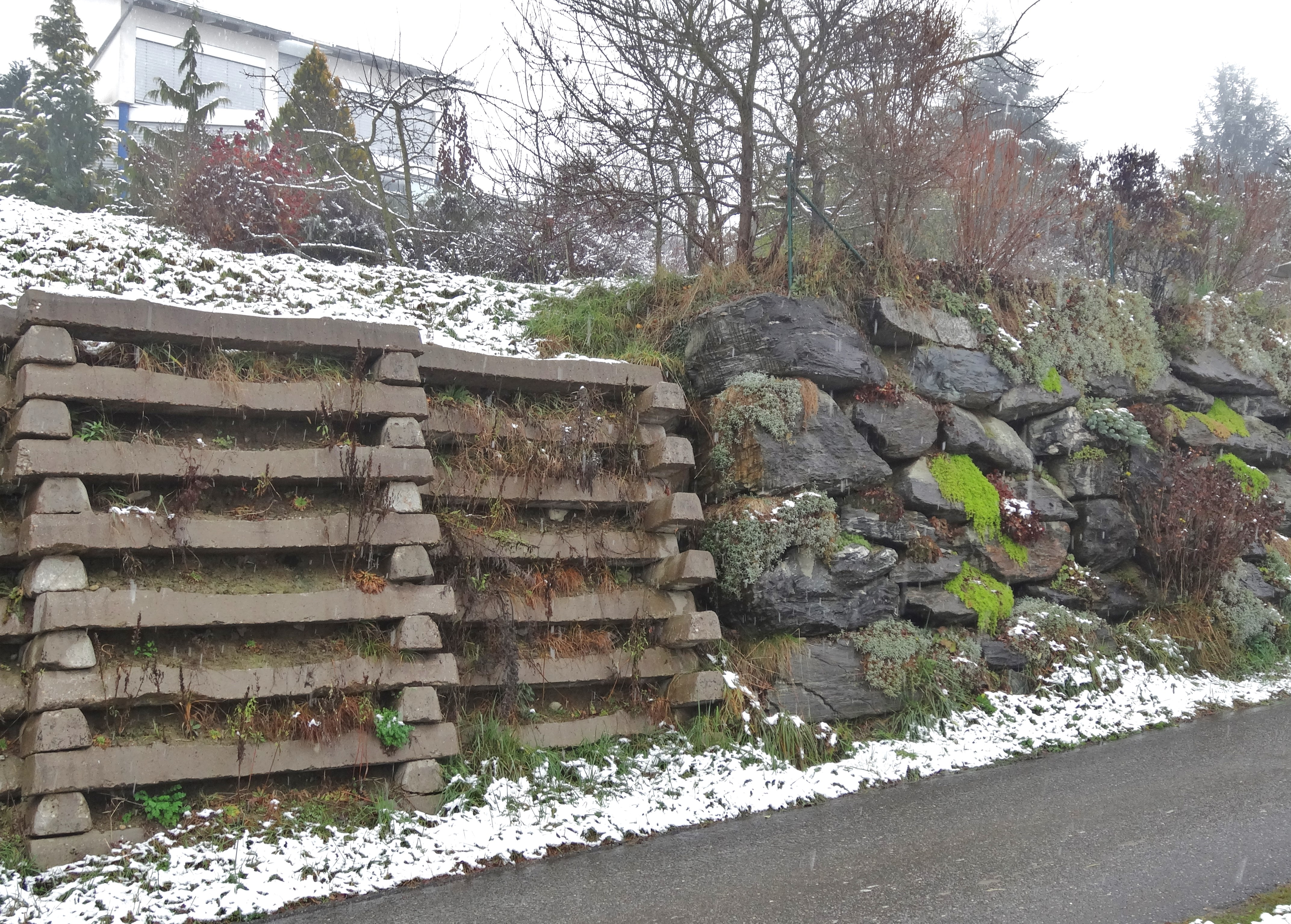
Stützmauern einer Hangaufschüttung, links aus Betonbohlen, rechts als Steinschlichtung

Futtermauern, die keine große seitliche Belastung aushalten müssen, können als einschalige Stützmauer ausgeführt sein. Dabei wird eine äußere Schicht aus relativ großen, widerstandsfähigen Steinen zum Hang hin mit kleineren Steinen verfüllt. Die Futtermauer ist in einem Winkel von 20 bis 30 Grad zur Senkrechten zum Hang geneigt. In der Vergangenheit wurde diese Technik nach handwerklichem Brauch erstellt und ohne Berechnung bis etwa 2 Meter Höhe angewandt. Die Einbindetiefe beträgt in der Regel mehr als 40 cm.
Größere Höhen und erhebliche seitliche Belastung können mit einer massiven, in sich stabilen Futtermauer abgefangen werden. Dabei wirkt das Gewicht und eine Neigung zum Hang der waagerechten Belastung durch den Erddruck entgegen. Bei dieser  Bauform ist ein trapezförmiger Querschnitt der Mauer üblich. Im 19. Jahrhundert kam diese Technik ingenieurmäßig berechnet bei großen Bauvorhaben wie der Gotthardbahn zum Einsatz.
Zuvor publizierte der Braunschweiger Eisenbahningenieur Hermann Scheffler 1857 eine auf dem Kontinuumsmodell basierende vereinfachte Erddrucktheorie und entwickelte im Anschluss nicht nur für die wichtigsten Fälle die entsprechenden Formeln zur Bestimmung des Erddrucks, sondern gibt auch Tabellen zur Bemessung von Stützwänden an (die damals als Futtermauern bezeichnet wurden), welche er aus Ausführungen der Herzoglich Braunschweigischen Eisenbahnverwaltung ableitete; auch gibt er Instruktionen zur konstruktiven Gestaltung von Futtermauern ihrer Hinterfüllung an.
Eine weitere Technik besteht darin, die Futtermauer mit dem dahinter liegenden Erdreich zu verankern. Diese Mauern dienen dem Schutz gegen einzeln herausbrechende Steine. Zudem können sie in einem kürzeren, oberen Teil ein Abrutschen eines locker auf dem Hang aufliegenden Bodens verhindern.
Man kann weiter mit Mörtel errichtete Futtermauern von ohne Mörtel erstellten sogenannten Trockenmauern unterscheiden. Letztere werden heute mit großen Blöcken als Steinschlichtungen gebaut.

## Anwendung
Der Baugrund von Burgen wurde häufig mit Hilfe von Futtermauern nach unten abgesichert. Dies vergrößerte zum einen die für die Burg zur Verfügung stehende Fläche. Zum anderen war die entstehende, steile, glatte Wand für potentielle Angreifer
ein zusätzliches Hindernis. Siehe zu Futtermauer im Festungsbau: Eskarpemauer.
Parallel zu einem steilen Hang verlaufende Straßen werden teils in den Hang gegraben, teils aufgeschüttet. Je nach Beschaffenheit des Bodens muss anschließend der Anschnitt gegen Steinschlag und die Aufschüttung gegen Abrutschen gesichert werden.

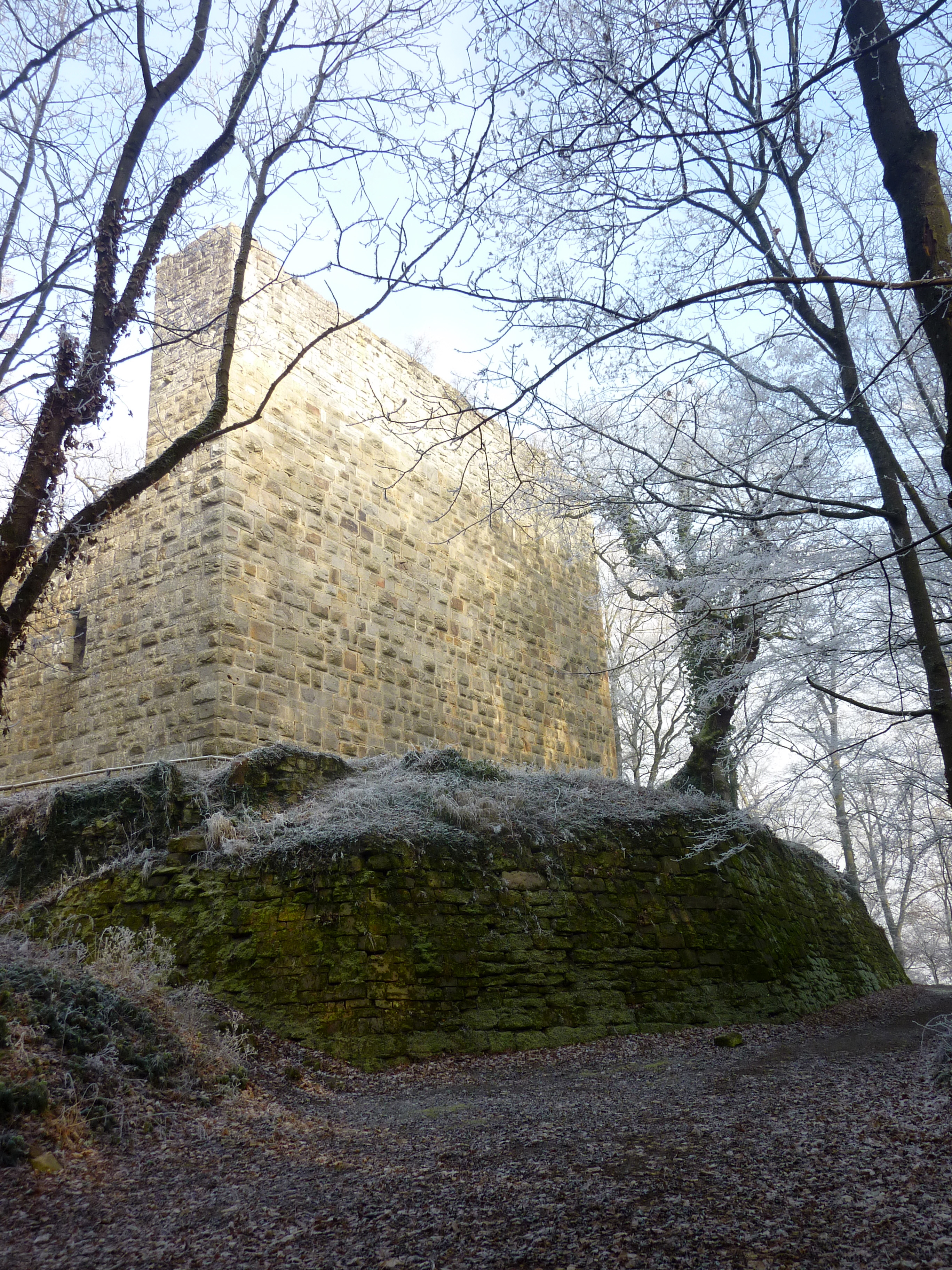
Futtermauer unterhalb der Schildmauer der Burg Blankenhorn (Eibensbach)
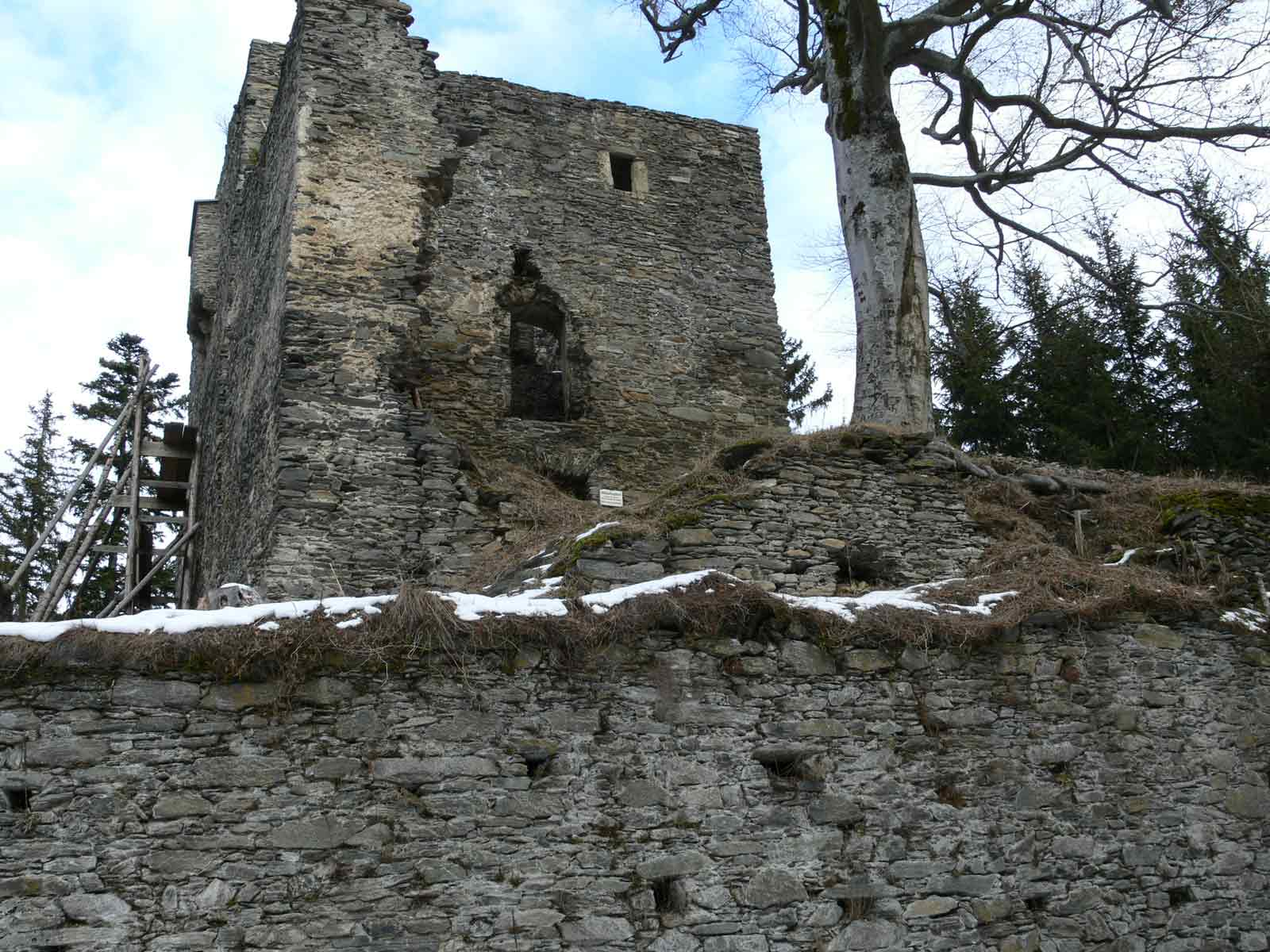
Doppelte Futtermauer der Burg Hauenstein (Steiermark)
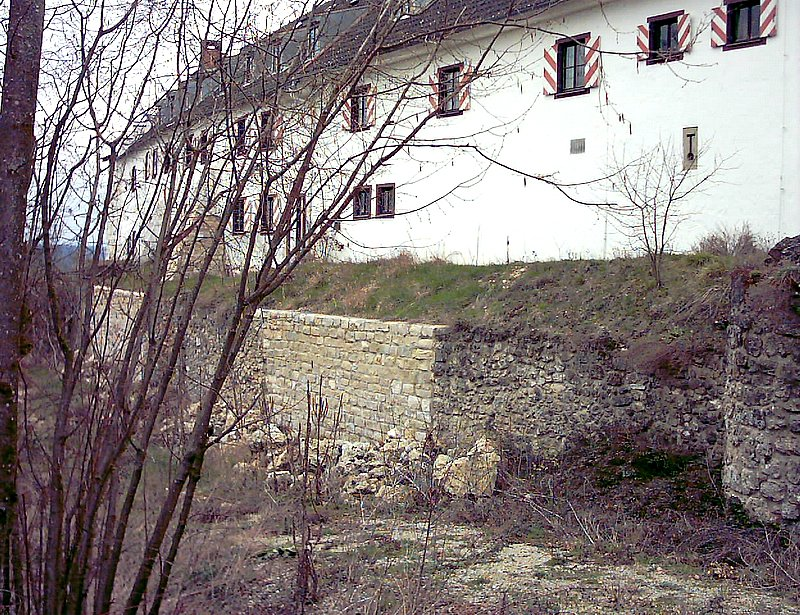
Futtermauer der Burg Arnsberg (Altmühltal)
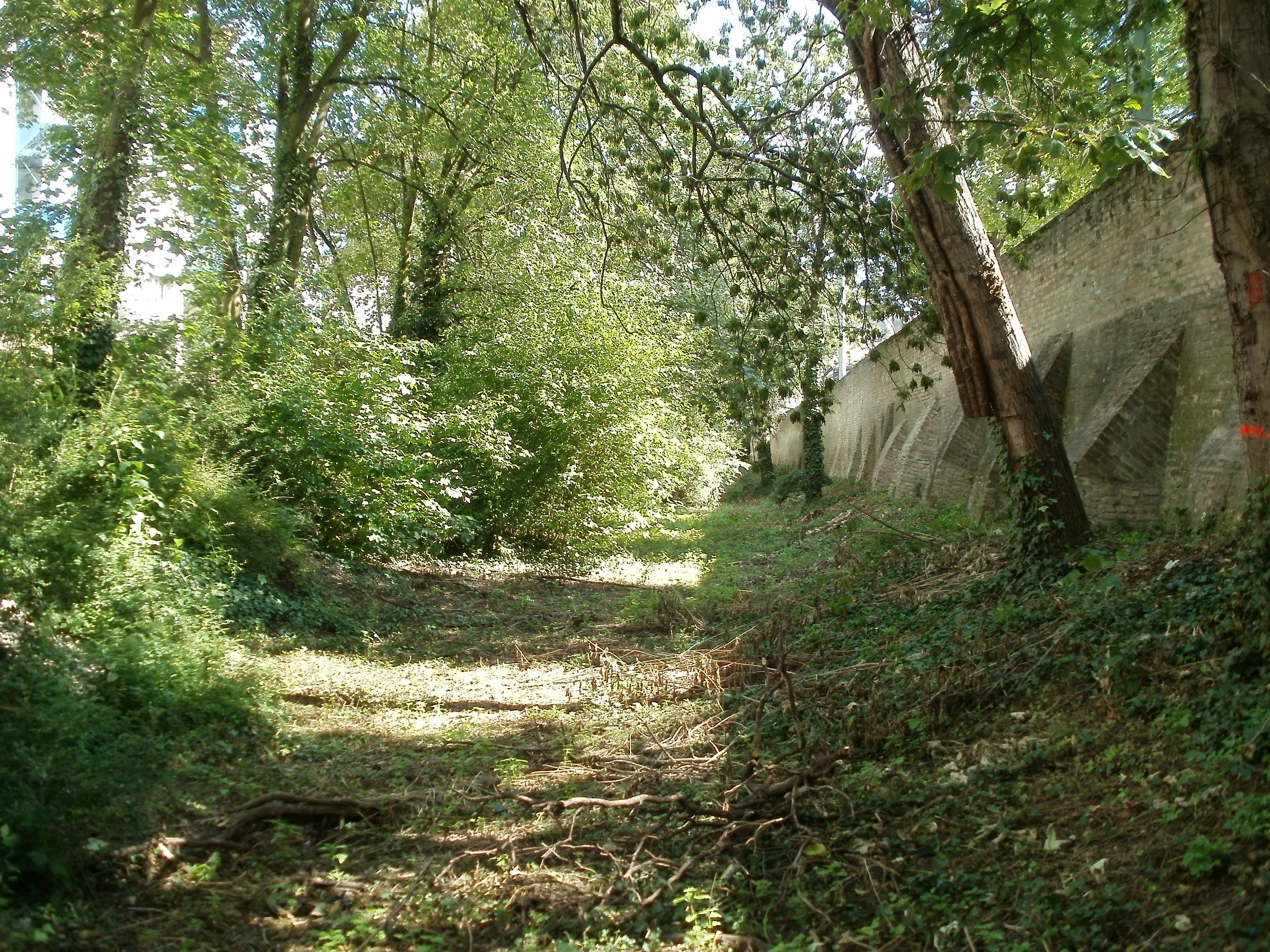
Kontreeskarpemauer des Postgrabens, Teil der Stadtbefestigung von Speyer mit Stützen